# Поп Паскал
Поп Паскал – добруджански просветител и възрожденец е роден през 1776 г. в с. Козарево, Новозагорска околия. Много млад се запознава със Софроний Врачански и преписва от него История славянобългарска. За да е полезен на народа си, през 1808 г. приема да стане свещеник и е ръкоположен в свещенически сан в родното си село.
След Руско-турската война (1828-1829) и подписването на Одринския мирен договор на 14 септември 1829 г. българското население е обхванато от паника и голяма част от живеещите в Одринско, Ямболско, Сливенско, Старозагорско се изселват в Бесарабия. в Айтоското поле се събират около 16 000 семейства като на всеки 100 семейства е назначен по един водач. Поп Паскал става водач на българите от селата Козарево, Твърдица, Кортен, Конаре, Хаините, Младово и др. Изселващите се българи се движат пред оттеглящите се руски войски по маршрута Айтос, Бургас, Варна, Каварна и Бабадак. След няколко месечно пътуване бежанците преминават река Дунав при село Сату Ноу и се установяват в руската провинция Бесарабия където българските преселници основават селища с имената на селата, от които идват - Твърдица, Кортен и др. По време на пътуването поп Паскал чете на бежанците глави от История славянобългарска. Руските власти оземляват бежанците с по 50 десетини земя. Поп Паскал основава село Кюритня (Днес село Кортен (молдовски: Corten), република Молдова) като е оземлен с 1200 дка земя. Пътувайки често до Одеса поп Паскал се запознава с видните български търговци и родолюбци Васил Априлов и Никола Палаузов които му внушават идеята, че голямото изселване не е от полза за България и че обезлюдяването на българските земи ще утежни по-нататъшната борба за освобождение. Поп Паскал започва да убеждава сънародниците си да се върнат по родните места. Той формира керван няколко пъти по-голям от първия - 900 семейства. През 1832 г. повежда бежанците съм родината. Пътят на кервана преминава през Добруджа. Богатите почви и пасища примамват хората да се заселят в обезлюдените села на плодородна Добруджа. Последната група завръщащи се българи достигат до днешните села Царевец, Паскалево и Победа. Поп Паскал се заселва в Добрич където съдейства да се построи през 1832 г. църковна килия, където е сегашната църквата „Света Троица“ и започва да проповядва за пръв път Свещеното писание на църковно-славянски език. Поп Паскал е първият български свещеник в Добрич. През 1833 г. поп Паскал се установява в с. Победа като се заема с построяване на църкви и училища в цяла Добруджа. Със свои средства построява училище и църква в село Победа. Това дарение поставя началото на просветното дело в това село. Името на поп Паскал, заедно с името на първия учител в Добрич Стефан от Трявна, се среща като спомоществовател в книгата на Юрий Венелин „Критически издирвания“. Поп Паскал се премества в с. Паскалево с двамата си сина Драгни и Вълчо и двете си дъщери Мария и Каля през 1848 г. Третият му син Къню има две дъщери, едната от които се жени за бъдещия учител и свещеник Стефан Алексиев. В село Паскалево той съдейства за откриване на училище и църква.
Поп Паскал умира на 10 декември 1866 г. Паскалевият род е дал на България много творци на културата, учители, агрономи, лекари, адвокати и други. Внукът му Димитър Попов е депутат в Учредителното събрание в Търново през 1879 г. и кмет на Добрич (1894 - 1899).
С Министерска заповед 2191, обнародвана на 27.06.1942 г. село Ези-бей е преименувано на село Паскалево.